# Allium corsicum
Allium corsicum là một loài thực vật có hoa trong họ Amaryllidaceae. Loài này được Jauzein & al. mô tả khoa học đầu tiên năm 2002.